# Smash (serie de televisión)
Smash es una serie musical estadounidense creada por Theresa Rebeck y producida por Steven Spielberg. Se inició su transmisión para Estados Unidos por la cadena NBC el 6 de febrero de 2012. La serie fue producida por Madwoman in the Attic, DreamWorks Televisión y Universal Televisión. El 22 de marzo de 2012, se anunció que habría una segunda temporada, que fue estrenada el 5 de febrero de 2013, y dio su el 26 de mayo de 2013. NBC anunció su cancelación el 10 de mayo de 2013.

## Sinopsis
La serie sigue la historia acerca de la creación de un proyecto musical para Broadway basado en la vida de Marilyn Monroe, contando con un guion escrito por Tom Levitt (Christian Borle, ganador del premio Tony por Peter and The Starcatcher y Something Rotten!) y Julia (Debra Messing, ganadora del premio Emmy por Will & Grace). La productora Eileen Rand (Anjelica Huston, ganadora del Oscar por Prizzi's Honor), se entera del proyecto y decide unirse junto al brillante director Derek Wills (Jack Davenport), cuyo talento es comparable con su egocentrismo. A medida que la producción avanza, los involucrados deberán lidiar con sus caóticas vidas, así como con todo lo que demanda la vida en el teatro.

## Elenco

### Principal
- Debra Messing

Julia Houston: Guion y letras.

Ha sido nominada al premio Tony por Ready Money y Heaven on Earth, también ha sido galardonada por sus logros sobresalientes en el arte, otorgado por su alma mater, la Universidad Brandeis. Ha trabajadó en Heaven on Earth (actualmente en su segunda temporada en Broadway), así como en los musicales Three on a Match, Ready Money y The Door on the Right. Entre sus proyectos actuales se encuentra la obra Marilyn the Musical, junto a Tom Levitt. En cine y televisión se ha destacado en varias ocasiones, llegando a escribir para la Disney-ABC, así como el musical Stage Left, emitido por la NBC. Actualmente reside en Brooklyn junto a su esposo Frank y su hijo Leo. En la temporada 1 Julia y su esposo Fran tienen problemas y se separan, en el último capítulo de la temporada 2 es cuando se ponen de acuerdo con el divorcio. Julia y su compañero de equipo Tom son mejores amigos y compañeros desde hace 11 años y si aún no se separan tienen pensado más planes para el futuro.
- Christian Borle

Tom Levitt: Música, arreglos y orquestación.

Tom forma parte del famoso dúo Houston-Levitt, creador de cuatro espectáculos de Broadway, Heaven on Earth (actualmente en su segunda temporada en el Shubert Theatre), Three on a Match, Ready Money y The Door on the Right. Ha sido nominado en dos ocasiones a los premios Tony junto a Houston por Heaven on Earth y Ready Money, así como también a los premios Emmy por las canciones de Hugh Jackman en los premios Tony y los premios Oscar. También ha participado en el programa Saturday Night Live haciendo los arreglos musicales para series cortas en 2009 y 2010. Actualmente reside en el Upper West Side en la ciudad de Nueva York. Es director de música en la primera temporada pero en la segunda da un giro y se convierte en un gran director tan bueno que convierte en la obra de Marilyn Monroe en un gran éxito.Tiene muchos planes para el futuro con su compañera y mejor amiga de 11 años Julia
- Jack Davenport

Derek Wills: Director.

Ganador de dos premios Olivier por las producciones de Uncle Vanya y Greater Title, también ha sido nominado en los premios Tony y en los premios Drama Desk por The Full Monty. Algunos de sus trabajos en Broadway incluyen, The Full Monty, Chicago, Hairspray, Uncle Vanya, Greater Title y Wit. Sus trabajos en el West End en Londres son, The Sea Gull, Love in Crimea, A Streetcar Named Desire, The Butterfly Collection, Current Events, Love Soup, Cedar City Falls: Unplugged, The Intelligent Design of Jenny Chow, String Fever, a.m. Sunday y Maria/Stuart. Ha dirigido varios especiales de la BBC y es profesor adjunto en la dirección de la London Academy of Music and Dramatic Art (LAMDA). Actualmente es director en el proyecto basado en la vida de Marilyn Monroe, con su antiguo colaborador, Tom Levitt. Derek empieza a tener problemas y eso puede afectar su trabajo ya que casi nadie lo quiere y menos quieren trabajar con el.Aunque en la segunda temporada ahí un giro y renuncia y se hace cargo de una obra nueva e inesperada.En la temporada 1 y 2 tiene un tipo de relación con Ivy Lynn aunque en la segunda temporada en el último capítulo puede que su relación sea algo más que tener relaciones y se involucran sentimientos.
- Anjelica Huston

Eileen Rand: Productora.

Ganadora de cinco premios Tony, dos premios Drama Desk y dos premios Olivier. cuenta con más de 25 años de experiencia. Ha producido una innumerable cantidad de puestas en escena, la mayoría ellas con su esposo Jerome Rand. También ha realizado varias películas independientes y dos miniseries para la cadena HBO, The Cabaret of Miss Remington's Estate y AarBurr: National Enemy. Se desempeña como profesora adjunta del máster en Bellas Artes en la Universidad de Columbia. Ha sido nombrada en un par de ocasiones por la revista New York Magazine en la lista de las «100 mujeres mas influyentes de la ciudad de Nueva York». En 2012, comenzó la producción de la obra musical de Houston-Levitt basada basado en la vida de Marilyn Monroe. Reside actualmente en el distrito de Upper East Side en Manhattan. Tiene un difícil divorcio (temporada 1) aunque eso no la detiene para hacer su obra junto con su equipo y al final es muy feliz ya que tiene lo que quería: un gran amor y una obra exitosa.
- Katharine McPhee

Karen Cartwright: Actriz.

Debutante en Broadway. Entre sus trabajos se incluyen, The Prince and the Pauper y Dune! The Musical. Sus interpretaciones en teatro regional han sido, Hairspray, The Sound of Music y Chicago. Ha participado en series de televisión como, Passions y Law & Order: SVU. Ganó el concurso Golden Sprout en la Feria Estatal de Iowa. Es una de las actrices que participará en el proyecto de Houston-Levitt. Tuvo una relación con Dev que duró 3 años (temporada 1), terminó muy mal pero eso no significa que renunció al amor ya que en la temporada 2 conoció al chico perfecto con quien tienen en común una obra en la que están participando juntos.
- Megan Hilty

Ivy Lynn: Actriz.

Sus participación en obras de Broadway incluyen, Heaven on Earth, The Door on the Right, Wicked, Hairspray, 9 to 5, Catch Me If You Can, Legally Blonde, Movin' Out, Spamalot, Sweet Charity (segunda suplente), Les Misérables, Guys and Dolls, entre otras obras. Sus trabajos en televisión incluyen, Law and Order, One Life to Live y The Today Show. Ivy está completamente encantada por trabajar en un nuevo proyecto con sus viejos amigos y colaboradores Julia Houston y Tom Levitt. En la temporada 1 y 2 ella tuvo un tipo de relación con Derek el director de la obra, pero nunca se anunció en los últimos 2 capítulos de la temporada 2 parece que en su relación ahí algo que los puede juntar.la madre de Ivy es una gran actriz en Broadway aunque casi no le pone atención a su hija Ivy aunque en la temporada 2 le da mucha importancia a su relación como madre e hija. y
- Raza Jaffrey

Dev Sundaram: Actor.

Devan Sundaram nació en Wimbledon, Reino Unido, pero ha pasado gran parte de su vida con su familia en Queens y ha vivido en la ciudad de Nueva York durante ya varios años. Estudió la licenciatura en Clásicos y Ciencia Política de la Universidad de Oxford, la maestría en Comunicaciones en la Universidad de Columbia y Relaciones Internacionales y Periodismo en la Universidad de Nueva York. Anteriormente, en 2010 trabajaba para el gobierno del alcalde Mike Bloomberg como Subsecretario de Prensa. Actualmente reside en Lower Manhattan con su novia, la actriz Karen Cartwright. Aunque su relación no funciona muy bien durante los últimos capítulos de la temporada 1 ya que él le fue infiel, en la temporada 2 ya no aparece.
- Brian d'Arcy James

Frank Houston: Actor.

Es el esposo de Julia (Debra Messing). Es un maestro de ciencias que duró un tiempo sin dar clases ya que se ocupaba de su hijo y de los labores de la casa ya que él estaba muy contento con la adopción que planeaban hacer el y su esposa Julia pero después las cosas no suceden bien y se deben divorciar, en la temporada 2 no aparece aunque en el último capítulo aparece para hablar de los trámites del divorcio.
- Jaime Cepero

Ellis Tancharoen: Arreglista.

Ellis nació en Hamilton Heights y creció en Harlem y Fort Lee, Nueva Jersey. Asistió al Baruch College y se graduó con especialidad en Estudios de Medios. Actualmente es asistente del compositor Tom Levitt. Aunque abandono a Tom por Eileen pero lo que quería es estar más cerca de la fama y conseguir más poder y el trabaja con el exesposo de Eileen para quitarle la obra. Ellis utilizó su trabajo como asistente de Elieen para estropear a la nueva Marilyn Monroe y funcionó pero no del todo, ya que fue despedido y en la segunda temporada ya no aparece.

### Recurrente
- Ann Harada - Linda, la directora de escena del musical.
- Becky Ann Baker - Sra. Cartwright, madre de Karen.
- Dylan Baker - Roger Cartwright, padre de Karen.
- Will Chase - Michael Swift, estrella del teatro musical y antiguo amante de Julia.
- Emory Cohen - Leo Huston, hijo de Julia y Frank.
- Michael Cristofer - Jerry Rand, Esposo de Eileen y antiguo productor asociado.
- Grace Gummer - Katie Rand, hija de Eileen y Jerry.
- Thorsten Kaye - Nick Felder, barman.
- Maddie Corman - Rene Walters, empleada de la agencia de adopción.
- Wesley Taylor - Bobby.

### Estrellas invitadas
- Uma Thurman - Rebecca Duvall, actriz de Hollywood que quiere protagonizar el musical Bombshell, pero tiene una limitada habilidad como cantante.[10] (eps. Understudy, The Movie Star, Publicity, Tech, Previews)
- Nick Jonas - Lyle West, antigua estrella infantil que saltó a la fama en un programa de televisión escrito por Tom y dirigido por Derek. Es un potencial inversor para Bombshell.[11] (eps. The Cost of Art, Bombshell)
- Bernadette Peters - Leigh Conroy, exactriz y madre de Ivy.[12] (eps. The Workshop and Bombshell)
- Jennifer Hudson - Veronica Moore, estrella de Broadway, ganadora del premio Tony.[13] (2a. Temporada)

### Cameos
- Michael Riedel, columnista del New York Post.[14] (ep. Hell on Earth)
- Jordan Roth, presidente del Jujamcyn Theaters. (ep. The Callback)
- Manny Azenburg, productor. (eps. Enter Mr. DiMaggio, Understudy)
- Robyn Goodman, productor. (ep. Understudy)
- Tom Kitt, compositor y director musical de Broadway. (ep. The Callback)
- Doug Hughes, director. (ep. Hell on Earth)
- Norbert Leo Butz, actor de Broadway. (ep. Hell on Earth)
- Ryan Tedder, cantautor y vocalista de la banda OneRepublic. (ep. The Coup)
- Tony Yazbeck, actor de Broadway. (ep. Publicity, Tech)
- Marc Kudisch, actor de Broadway. (ep. Previews)
- Marc Shaiman, compositor. (ep. Previews)
- Scott Wittman, compositor. (ep. Previews)

## Episodios
| Temporada | Temporada | Episodios | Fecha de emisión     | Fecha de emisión   |
| Temporada | Temporada | Episodios | Primera emisión      | Última emisión     |
| --------- | --------- | --------- | -------------------- | ------------------ |
|           | 1         | 15        | 6 de febrero de 2012 | 14 de mayo de 2012 |
|           | 2         | 17        | 5 de febrero de 2013 | 26 de mayo de 2013 |

### Primera temporada
La primera temporada estuvo conformada por 15 capítulos, incluyendo el capítulo piloto, el cual se tranmitió el 6 de febrero de 2012 y concluyendo con el último capítulo el 14 de mayo de 2012.

### Segunda temporada
El 22 de marzo de 2012, la NBC anunció una segunda temporada de Smash, la cual se prevé que se estrene en enero de 2013; sin embargo varios actores y recurrentes no estarán presentes en esta temporada, tal es el caso de Jaime Cepero (Ellis), Raza Jaffrey (Dev), Brian d'Arcy James (Frank) y el actor recurrente Will Chase (Michael). Theresa Rebeck, quien se desempeñaba como showrunner de la serie, anunció que se retiraba para enfocarse en otros proyectos, en su lugar estará Josh Safran.
El 14 de junio de 2012, se anunció que Jeremy Jordan se uniría al elenco de Smash como Jimmy. El 22 de junio de 2012, se anunció que la ganadora del Óscar, Jennifer Hudson, tendría un personaje recurrente dentro de la serie como Veronica Moore.En la segunda temporada se hacen unos cambios muy inesperados y muy buenos.

## Recepción
El piloto de Smash recibió críticas abrumadoramente positivas de los críticos de televisión, pero la respuesta crítica fue menos positivo, ya que avanzaba la temporada.
Metacritic, que asigna una calificación normalizada de 100 comentarios de la prensa de la corriente principal, calcula una puntuación de 79 sobre la base de 32 comentarios. Maureen Ryan, de The Huffington Post calificó como uno de los nuevos programas más fuertes de la temporada. El Huffington Post, la escritora Karen Ocamb alabó la escritura y la creatividad de la serie. María McNamara del diario Los Angeles Times llamó al programa un "triunfo" y también llegó a decir que la creadora Theresa Rebeck, así como su equipo, "han logrado captar el gesto grandioso y radical que es el teatro musical e inyectar con la intimidad inmediato de la televisión ". David Wiegand de la Crónica de San Francisco, dio al programa una crítica muy favorable y dijo que, "[Es tan] Bien usted no puede dejar de preguntarse por qué nadie se le ocurrió antes, una atractiva mezcla de melodrama de la vida real creíble con una aproximación ficticia de lo que se necesita para conseguir un espectáculo de Broadway de la etapa de la idea de abrir la noche ". Tim Goodman, de The Hollywood Reporter llamó el episodio piloto "Excelente, un bar de fondos para las redes de difusión" y lo llamaron superior a Glee. También elogió la escritura y en funciones de serie, comparándolo con la calidad de una serie de televisión por cable. Matt Mitovich de TVLine llama el elenco "muy muy perfecto" y felicitó a los números musicales. Robert Bianco de EE. UU. Hoy en día dio el espectáculo de tres y medio de cuatro estrellas y escribió: "A menos que usted es alérgico a los musicales de Broadway en general y, en particular, que debe encontrar que una historia central convincente, que emitan, una premisa fuera-de-la-procedimiento-moho y algunos, números enardecedoras techo de fondos más que compensar cualquier problema persistente ". Tanner Stransky de Entertainment Weekly ubicó el episodio piloto como el octavo mejor episodio de televisión de 2012 dicho: "Después vimos los siguientes 14 episodios de Smash con una mezcla de fascinación y disgusto (en serio, usaba Julia de Debra Messing pijama de los hombres arriba a encontrarse con su amante?), era difícil recordar que el piloto era positivamente mágico. Pero lo era. de hecho, de que el rendimiento episodio interminable de 'Let Me Be Your Star' (con los duelos divas Megan Hilty y Katharine McPhee) fue uno más vistoso y alegres tres minutos de televisión del año. rara es la serie cuya alta el agua es signo de su piloto, y smash es un ejemplo brillante ".
Sin embargo, la recepción crítica de futuros episodios fue menos entusiasta. Chris Harnick de The Huffington Post escribió: "¿Cómo tiene el resto de la temporada 1 sido hasta ahora? No es tan fenomenal. Eso no quiere decir que ha sido francamente terrible, ha habido algunos muy divertidos momentos, pero desde luego, no ha sido la piel de gallina -induciendo, al igual que los momentos finales del episodio 1, se establece en 'Let Me Be Your Star'." Kevin Fallon resume la respuesta en el Atlántico , escribiendo que" ha habido una reacción casi visceral a la forma rápida y drásticamente la calidad del espectáculo se ha sumergido, y hasta qué punto la promesa de smash ha frustrado ... en otras palabras: es malo. "Fallon cita otros críticos en la demostración de la aceptación general de esta opinión.

### Premios y nominaciones
Smash recibió un número de premios y nominaciones. En 2012, fue nominado para 4 premios Primetime Emmy Awards, ganando uno por su coreografía.
| Año  | Premio                               | Categoría                                             | Nominación                                                                | Resultado |
| ---- | ------------------------------------ | ----------------------------------------------------- | ------------------------------------------------------------------------- | --------- |
| 2011 | Critics' Choice Television Award     | La más nueva serie emocionante                        | La más nueva serie emocionante                                            | Ganadora  |
| 2012 | Primetime Emmy Award                 | Outstanding Guest Actress in a Drama Series           | Uma Thurman                                                               | Nominada  |
| 2012 | Primetime Emmy Award                 | Outstanding Choreography                              | Josh Bergasse                                                             | Ganadora  |
| 2012 | Primetime Emmy Award                 | Outstanding Music Composition for a Series            | Marc Shaiman (Original Music) & Christian Bacon (Score)                   | Nominada  |
| 2012 | Primetime Emmy Award                 | Outstanding Original Music and Lyrics                 | Marc Shaiman & Scott Wittman ("Let Me Be Your Star")                      | Nominada  |
| 2012 | Teen Choice Award                    | Choice TV Breakout Show                               | Choice TV Breakout Show                                                   | Nominada  |
| 2012 | Teen Choice Award                    | Choice TV Breakout Female Star                        | Katharine McPhee                                                          | Nominada  |
| 2012 | Television Critics Association Award | Outstanding New Program                               | Outstanding New Program                                                   | Nominada  |
| 2012 | Women's Image Network Awards         | Best Drama Series                                     | Best Drama Series                                                         | Ganadora  |
| 2012 | Women's Image Network Awards         | Best Actress in a Drama Series                        | Katharine McPhee                                                          | Ganadora  |
| 2012 | Women's Image Network Awards         | Best Actress in a Drama Series                        | Debra Messing                                                             | Nominada  |
| 2013 | American Cinema Editors Award        | Best Edited One-Hour Series for Commercial Television | Andrew Weisblum ("Pilot")                                                 | Nominada  |
| 2013 | Dorian Award                         | LGBT TV Show of the Year                              | LGBT TV Show of the Year                                                  | Nominada  |
| 2013 | Dorian Award                         | Campy TV Show of the Year                             | Campy TV Show of the Year                                                 | Nominada  |
| 2013 | Dorian Award                         | TV Musical Performance of the Year                    | Katharine McPhee & Megan Hilty ("Let Me Be Your Star")                    | Nominada  |
| 2013 | Dorian Award                         | TV Musical Performance of the Year                    | Katharine McPhee, Raza Jaffrey & cast ("A Thousand and One Nights")       | Nominada  |
| 2013 | Golden Globe Award                   | Best Television Series – Musical or Comedy            | Best Television Series – Musical or Comedy                                | Nominada  |
| 2013 | Grammy Award                         | Best Song Written for Visual Media                    | "Let Me Be Your Star" (Marc Shaiman & Scott Wittman)                      | Nominada  |
| 2013 | GLAAD Media Awards                   | Outstanding Drama Series                              | Outstanding Drama Series                                                  | Ganadora  |
| 2013 | CDG Awards                           | Outstanding Contemporary Television Series            | Molly Maginnis                                                            | Ganadora  |
| 2013 | MPSE Golden Reel Award               | Best Sound Editing: Short Form Musical in Television  | Dan Evan Farkas, Annette Kudrak and Robert Cotnoir MPSE ("Hell on Earth") | Ganadora  |
| 2013 | Society of Operating Cameramen       | Camera Operator of the Year in Television             | Jeff Muhlstock                                                            | Nominada  |
| 2013 | Primetime Emmy Award                 | Outstanding Original Music and Lyrics                 | Marc Shaiman & Scott Wittman ("Hang the Moon")                            | Nominada  |
| 2013 | Primetime Emmy Award                 | Outstanding Original Music and Lyrics                 | Andrew McMahon ("I Heard Your Voice In a Dream")                          | Nominada  |

## Emisión internacional
| País                                                       | Canal              | Inicio de transmisión |
| ---------------------------------------------------------- | ------------------ | --------------------- |
| Chile Argentina Colombia Ecuador Panamá Paraguay Venezuela | Universal Channel  | 28 de marzo de 2012   |
| Australia                                                  | W Channel          | 21 de febrero de 2012 |
| Canadá                                                     | CTV                | 6 de febrero de 2012  |
| Francia                                                    | TF1                | 4 de julio de 2012    |
| Hungría                                                    | m1                 | 21 de marzo de 2012   |
| Islandia                                                   | Stöð 2             | 5 de marzo de 2012    |
| India Indonesia Malasia Singapur                           | Diva Universal     | 19 de marzo de 2012   |
| Israel                                                     | HOT3               | 23 de febrero de 2012 |
| Italia                                                     | Mya                | 19 de febrero de 2012 |
| México                                                     | Universal Channel  | Octubre de 2012       |
| Países Bajos                                               | RTL 5              | Abril de 2012         |
| Noruega                                                    | TV3                | 5 de junio de 2012    |
| Filipinas                                                  | 2nd Avenue (RJTV)  | 9 de febrero de 2012  |
| Portugal                                                   | AXN White          | 15 de febrero de 2012 |
| Corea del Sur                                              | FOX Channel Korea  | Marzo de 2012         |
| Suecia                                                     | TV3                | 27 de febrero de 2012 |
| Reino Unido                                                | Sky Atlantic       | Abril de 2012         |
| Bélgica                                                    | Prime              | 3 de abril de 2012    |
| España                                                     | Divinity AXN White | 11 de octubre de 2012 |
| Uruguay Nicaragua                                          | Teledoce TN8       | 22 de enero de 2013   |